# وضو

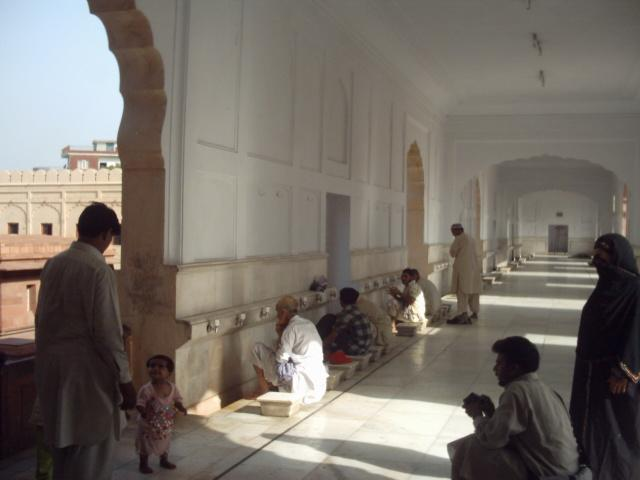
محل وضو در درون دیوار شرقیِ مسجد پادشاهی در لاهور پاکستان

وضو یا دست‌نماز یا آبدست به‌معنی شستن صورت و دست‌ها با آب جاری، از آداب و عبادات دین اسلام و از مقدمات و ضرورات قبل از نماز است. وضو گرفتن همچنین پیش از طواف کعبه و لمس نمودن خط قرآن واجب است. مسلمانان وضو گرفتن پیش از رفتن به مسجد، و نیز وضو گرفتن پیش از خواب را مستحب می‌دانند.

## وضو در قرآن
در آیهٔ ششم سورهٔ مائده، حکم قرآنیِ وضو و تیمم چنین آمده‌است:

یَا أَیُّهَا الَّذِینَ آمَنُوا إِذَا قُمْتُمْ إِلَی الصَّلَاةِ فَاغْسِلُوا وُجُوهَکُمْ وَأَیْدِیَکُمْ إِلَی الْمَرَافِقِ وَامْسَحُوا بِرُءُوسِکُمْ وَأَرْجُلَکُمْ إِلَی الْکَعْبَیْنِ ۚ وَإِن کُنتُمْ جُنُبًا فَاطَّهَّرُوا ۚ وَإِن کُنتُم مَّرْضَیٰ أَوْ عَلَیٰ سَفَرٍ أَوْ جَاءَ أَحَدٌ مِّنکُم مِّنَ الْغَائِطِ أَوْ لَامَسْتُمُ النِّسَاءَ فَلَمْ تَجِدُوا مَاءً فَتَیَمَّمُوا صَعِیدًا طَیِّبًا فَامْسَحُوا بِوُجُوهِکُمْ وَأَیْدِیکُم مِّنْهُ ۚ مَا یُرِیدُ اللَّـهُ لِیَجْعَلَ عَلَیْکُم مِّنْ حَرَجٍ وَلَـٰکِن یُرِیدُ لِیُطَهِّرَکُمْ وَلِیُتِمَّ نِعْمَتَهُ عَلَیْکُمْ لَعَلَّکُمْ تَشْکُرُونَ.

 ای کسانی که ایمان آورده‌اید، چون به [عزم] نماز برخیزید، صورت و دست‌هایتان را تا آرنج بشویید؛ و مسح کنید قسمتی از سر را [نه تمام آن را] و پاهای خودتان را تا دو قوزکِ [هر دو پا]؛ و اگر جُنُب هستید خود را پاک کنید [= غسل نمایید]؛ و اگر بیمار یا در سفر بودید، یا یکی از شما از قضای حاجت آمد، یا با زنان نزدیکی کرده‌اید و آبی نیافتید؛ پس با خاک پاک تیمّم کنید، و از آن به صورت و دست‌هایتان بکشید. خدا نمی‌خواهد بر شما تنگ بگیرد، لیکن می‌خواهد شما را پاک، و نعمتش را بر شما تمام گردانَد؛ باشد که سپاسِ [او] بدارید.

## شروط صحت وضو

### نیت
نیت به معنای قصد انجام دادن با انگیزه امتثال امر خداوند است.

### اباحه
آب وضو، ظرفِ آب وضو و مکانی که فرد در آنجا وضو می‌گیرد باید مباح باشد؛ یعنی غصبی نباشد.

### ترتیب
ترتیب بدین معناست که در وضو باید اول باید نیت کنند سپس صورت شسته شود، سپس دست راست و سپس دست چپ و مسح سر و مسح پا. تا زمانی که مرحلهٔ قبل به‌صورت کامل و صحیح انجام نشود، نباید به سراغ مرحلهٔ بعد رفت.

### موالات
موالات به‌معنی عدم فاصلهٔ زیاد مابین انجام هر دو عمل وضوست؛ مثلاً نباید مابین شستن صورت و شستن دست راست، فاصلهٔ زیادی به‌وجود آید. همچنین بین شستن دست راست و دست چپ و الی آخر.

### مباشرة
مباشرة به معنای آن است که فرد باید خودش این فعل (وضو) را انجام دهد یعنی نمی‌شود دیگری او را وضو بدهد یا مثلاً آب وضو روی دستش بریزد بلکه باید خود فرد به تنهایی انجام دهد.

### طهارت اعضای وضو
طهارت اعضای وضو بدین معناست که مواضع وضو مثل صورت و دست‌ها و روی پا نباید با چیزی نجس شده باشند و باید پاک باشند.

### عدم مانع
عدم مانع یعنی مانعی برای رسیدن آب به پوست و مکان‌هایی که باید روی آن‌ها آب ریخته شود وجود نداشته باشد.

## آب مورد نیاز

### آب مجاز
- آب باران
- آب رودخانه، دریا یا دریاچه
- آب حاصل از ذوب برف یا تگرگ
- آب از یک مخزن یا حوضچه
- آب چاه

### آب غیرمجاز
- آب ناخالص (مُضاف)، مثل گلاب یا آب ناپاک (اصطلاحاً می‌گویند آب مطلق باشد)
- آب گرفته‌شده از میوه یا درختان
- آبی که رنگ، بو و طعمش عوض شود (به‌خاطر وجود ناخالصی در آن)
- آبی که در آن مقداری از نجاسات مثل ادرار، مدفوع، مشروب و جسد جانداران باشد. (اصطلاحاً می‌گویند آب طاهر باشد)
- آبی که یک جانور حرام‌گوشت، مانند خوک از آن نوشیده‌باشد.

## چگونگی وضوی شیعیان

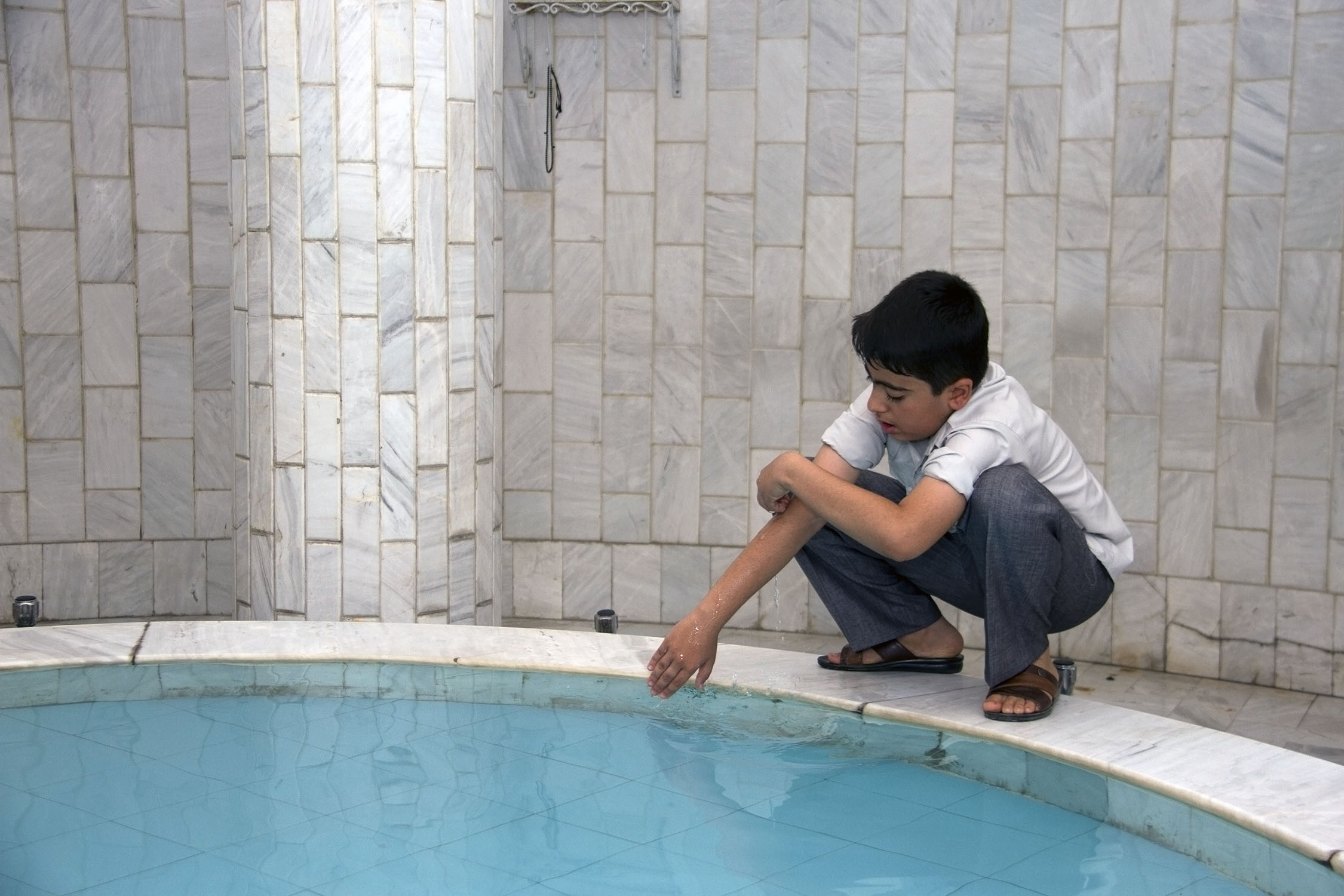
نحوه وضو گرفتن یک پسر بچه در وضوخانه مدرسه فیضیه قم

شیعیان در وضو بعد از نیت، صورت را از بالای پیشانی (رویشگاه مو) تا آخر چانه، و دست‌ها را از بالای آرنج تا سر انگشتان حداکثر ۲ بار می‌شویند. شیعیان همچنین مقدم داشتن دست راست بر دست چپ را واجب می‌دانند. بعد از شستن هر دو دست، شیعیان روی سر را با تریِ آب وضو که در دست مانده، با حداقل از سه انگشت دست راست خود، از بالا به پایین مسح می‌کنند. بعد از مسح سر نیز با تریِ آب وضو، پاها را از سرِ انگشت‌ها تا مفصل (قوزک) مسح می‌کنند و البته پای راست بر چپ مقدم است.

## چگونگی وضوی اهل سنت

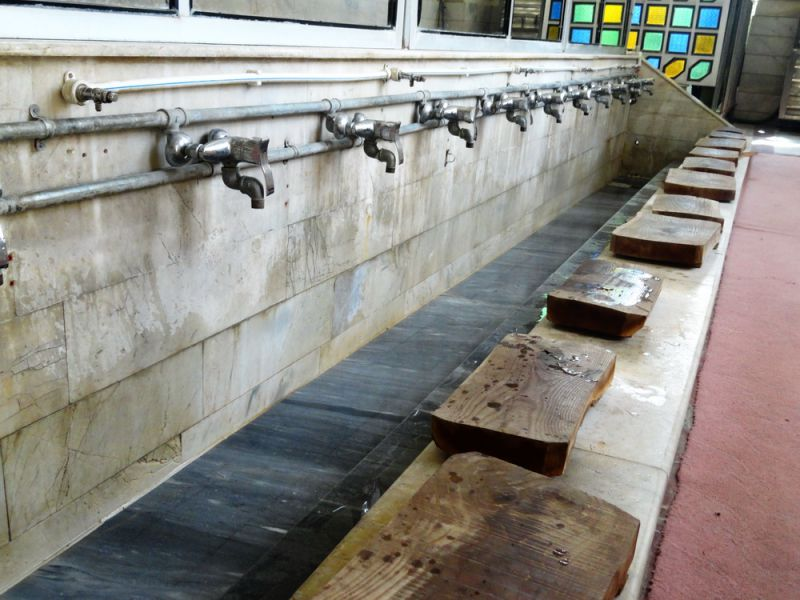
نمایی از وضوخانه اهل سنت (کردستان-مسجد روستای نگل)

۱- گفتن ذکر "بسم الله" ۲- یک تا سه بار شستن دست‌ها تا مچ۳- یک تا سه بار مضمضه کردن یا آب در دهان گرداندن ۴- یک تا سه بار استنشاق یا شستن بینی ۵- یک تا سه بار شستن صورت ۶- یک تا سه بار شستن دست‌ها از نوک انگشتان تا آرنج (اول دست راست) ۷- مسح تمام سر، با دو دست از جلو به سمت عقب سر و برگرداندن دست از همان مسیر ۸-مسح گوش ۹- یک تا سه بار شستن‌ پاها تا مچ (اول پای راست)

## مستحبات وضو
مسلمانان، اعم از شیعه و سنی، آدابی چون مسواک کردن پیش از وضو، وضو گرفتن رو به قبله، نشستن درهنگام وضو، آغاز کردن وضو با نام خدا، شستن دست‌ها قبل از آغاز وضو، گرداندن آب در دهان، استنشاق و وارد کردن آب در بینی را از مستحبات وضو و سنت محمد، پیامبر اسلام، می‌دانند. اهل سنت معتقدند که شستن دست راست پیش از دست چپ درهنگام وضو نیز مستحب است؛ درحالی‌که شیعیان ٱن را واجب می‌دانند. اهل سنت همچنین گفتن شهادتین پس از تمام شدن وضو را نیز مستحب می‌دانند.

## مُبطِلات وضو
در اسلام، وضو گرفتن در هر وقت صحیح است (مگر استعمال آب ضرر داشته باشد) و خواندن چند نماز با یک وضو نیز جایز است. دفع ادرار، مدفوع، باد معده و باد روده، خواب، استحاضه، بیهوشی، مستی و جنابت از مواردی است که به‌عقیدهٔ مسلمانان شیعه و سنی وضو را باطل می‌کند. پیروان مذهب احمد حنبل معتقدند که خوردن گوشت حیوانی که ذبح شرعی نشده‌باشد نیز وضو را باطل می‌کند؛ و همچنین در بین اهل سنت، لمس نمودن نامحرم چه با لذت  و چه بدون لذت مورد اختلاف است.

## نیایش‌های وضو

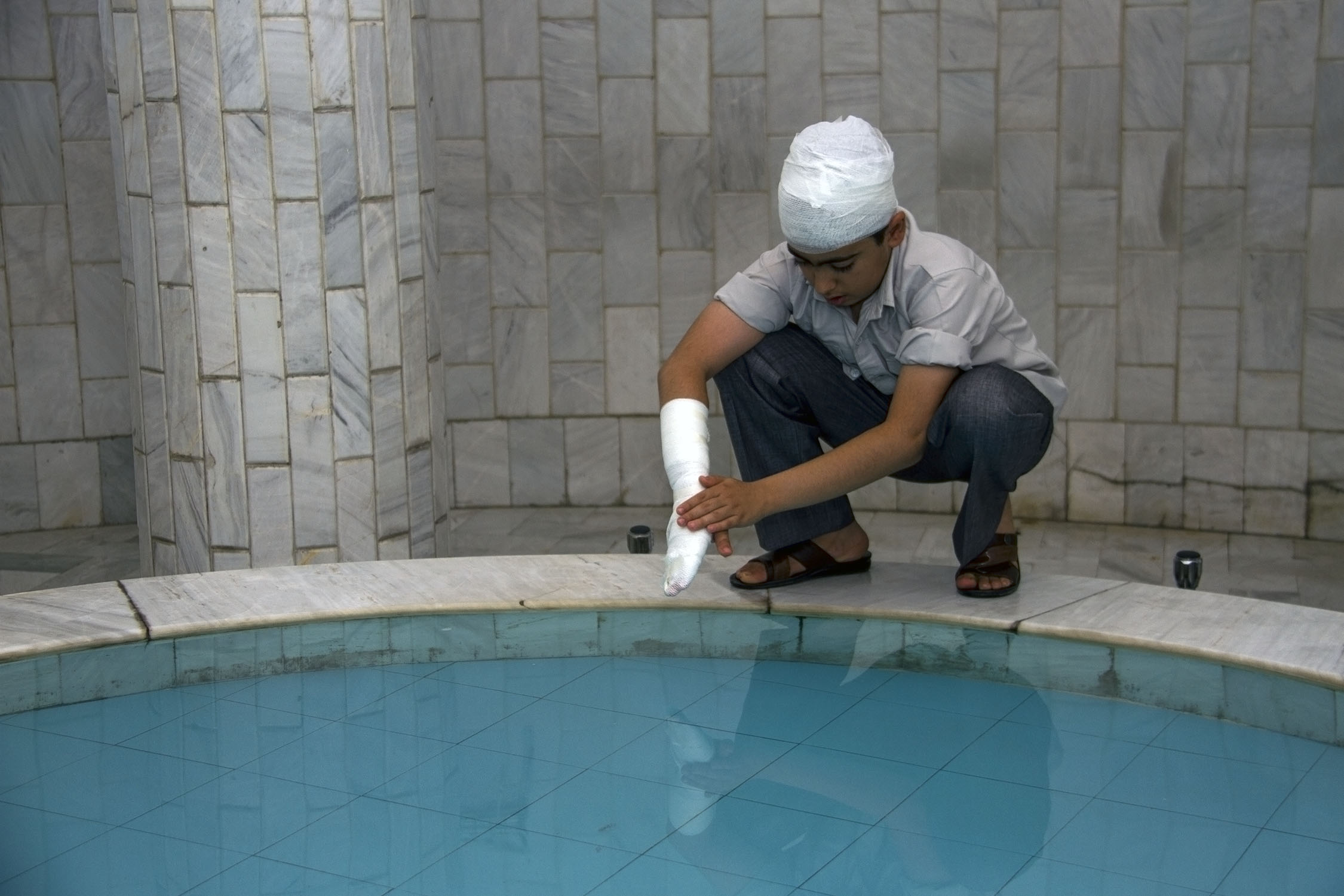
نحوه وضو جبیره برای مواقعی که عضوی از اعضای بدن دچار آسیب دیدیگی گشته است.

نیایش درهنگام وضو در بین مسلمانان رایج است و احادیث بسیاری دراین‌باره در کتب شیعه و سنی آمده‌است.
کسی که وضو می‌گیرد مستحب است موقعیکه نگاهش به آب میفتد بگوید:
بسم الله و بالله و الحمدلله الذی جعل الماء طهورا ولم یجعله نجسا
و موقعیکه پیش از وضو دست خود را می‌شوید بگوید:
بسم الله و باالله و اجعلنی من التوابین و من المتطهرین…
موقع شستن صورت بگوید:
اللهم بیض وجهی یوم تسود الوجوه …
درهنگام شستن دست راست بگوید:
اللهم اعطنی کتابی بیمنی و الخلد فی الجنان بیساری…
و موقع شستن دست چپ بگوید:
اللهم لاتعطنی کتاب بشمالی ولا من وراء ظهری ولا تجعلها مغلولة الی عنقی…
موقعیکه سر را مسح می‌کند بگوید:
اللهم غشنی برحمتک و برکاتک و عفوک
در وقت مسح پا بگوید:
اللهم ثبتنی علی الصراط یوم تزل فیه الاقدام و اجعل سعیی فیما یرضیک عنی یا ذالجلال و الاکرام